# Seymour Chwast
Seymour Chwast (New York, 18 agosto 1931) è un designer statunitense.

## Biografia
Seymour Chwast, nato a New York nel 1931, e cresciuto nel Bronx, tra Harlem e Queens, ha studiato Design e illustrazione alla Cooper Union di New York ed è tra i fondatori, con Milton Glaser, Reynolds Ruffins e Edward Sorel, nel 1954, dei Push Pin Studios, che raccoglieranno tutte le forze emergenti e innovative della grafica americana del secondo dopoguerra. 
Dopo la separazione dal nucleo originario, Chwast continuerà a dirigere, fino ad oggi, i Push Pin; si occupa di illustrazione, di corporate identity e di brand image.
Push Pin Graphic, l'house organ dello studio (1955-1981), che Chwast ha diretto fin dal primo numero, è ancor oggi considerata fondamentale tra le riviste di grafica e illustrazione del Novecento.
Chwast interviene nel progetto grafico indifferentemente come designer, come art director, come illustratore. Il suo stile è sempre perfettamente riconoscibile. Disegna prevalentemente a tinte piatte e con una voluta, quasi virtuosistica, assenza di prospettiva. Un disegno brut e raffinato allo stesso tempo.
Attento sempre ai valori etici e sociali del graphic design, Chwast ha prodotto alcuni dei più incisivi tra i manifesti sociali e/o politici del Novecento. Tra questi una segnalazione di merito senz'altro per End Bad Breath, 1968, un'incisione su legno colorata a mano, con lo zio Sam che alita bombardieri e che, nel testo, ironizza sui rapporti tra politica, pubblicità, propaganda, commercio.
Il suo ultimo libro, The Obsessive Images of Seymour Chwast,
È membro dell'Alliance Graphique Internationale (AGI).
Chwast ha sposato la designer Paula Scher (adesso partner di Pentagram) nel 1973 e ha divorziato cinque anni dopo. Chwast e Scher si sono risposati nel 1989.

## Seymour Chwast e la guerra
Il tema della guerra si può considerare il tema principe dell’opera di Chwast. Esso infatti viene declinato dell’autore tramite diversi punti di vista, diversi stili e diversi mezzi di comunicazione nel corso di tutta la sua carriera. Chwast analizza il tema in base al media di cui si serve, usa cioè un diverso approccio comunicativo a seconda che lavori a un libro, a un quadro o a un manifesto.
Nei libri l’artista si prende maggiore libertà ad approfondire artisticamente il tema trattato tralasciando la funzione enciclopedica del media a favore di un’espressione artistica dal tratto più profondo possibile. Quasi a comporre un ciclo tematico, notiamo come i suoi due libri più importanti, pubblicati a sessant’anni di distanza, possano essere considerati l’uno figlio dell’altro: A Book of Battles nel 1957 comincia l’opera di illustrazione delle guerre lungo l'intera storia umana, con la realizzazione di nove incisioni su linoleum di famose scene di battaglia; At war with war la conclude finalmente nel 2017. Entrambe le opere presentano illustrazioni tipiche della mano di Chwast, caratterizzata da una commistioni variegata di stili, capace di reinterpretare elementi di cultura pop attraverso ispirazioni delle avanguardie artistiche di inizio secolo. 
Il tema crudo, se da un punto di vista contenutistico è affrontato in maniera diretta e quasi didascalica -l’opera consiste in un elenco vero e proprio di battaglie- è quasi mitigato dalle illustrazioni a tratti giocose, caricaturali di questo. In entrambi i libri alle illustrazioni sono affiancati elementi tipografici come cronologie, poesie, proverbi inserite graficamente in modo da far parte dell’opera artistica tout court.
Nei quadri di Chwast che trattano il tema bellico l’esperienza artistica prevale su quella concettuale in modo ancora più deciso rispetto al lavoro sui libri. In essi infatti diventa protagonista un’ossessiva ripetizione dello stesso soggetto: reminescenze della Seconda Guerra Mondiale, che Chwast disegnava già da bambino. Sono numerosi, ad esempio, i quadri che rappresentano una moltitudine di aerei da guerra nel cielo, così numerosi da lasciare poco spazio vuoto: queste composizioni prendono il nome di Overcast. La tendenza all’horror vacui vuole quasi simboleggiare il caos assoluto che porta la guerra, il rumore visivo che riporta sul campo di battaglia. In esse la presenza cromatica non supera mai l’uso di due o tre colori, che vengono dosati, come tipico dell’artista, in maniera piuttosto significativa. Notiamo infatti come, mentre gli aerei, elemento più numeroso dell’opera, perdono di importanza cromatica in quanto quasi sempre dipinti di nero, grigio, bianco, sono caratterizzati da colori più vivaci elementi che sottolineano il contesto della guerra, quali scoppi, incendi, scontri.
Gli Overcast pubblicati sono ad oggi venti, il primo risale ai primi anni ‘70, mentre l’ultimo - il ventesimo-,
alla prima metà degli anni ‘00.
Un media che riflette al meglio l’attitudine allo stesso tempo ironica e di denuncia di Seymour Chwast è senza dubbio quella dei manifesti. Tramite questi, l’artista è stato in grado nel corso di tutta la sua carriera di meglio condensare i messaggi che voleva trasmettere utilizzando metodi comunicativi che puntano al far riflettere i propri osservatori. Lui stesso, in The Left Handed Designer, afferma che"Il volantino e il poster sono media tradizionali di protesta. Io sto semplicemente continuando questa pratica". 
Tra di essi, ha raggiunto un certo livello di fama il manifesto End Bad Breath. L’opera vuole essere una grottesca caricatura di un’ipotetica pubblicità di dentifricio, appunto «Elimina l’alito cattivo», con lo scopo di criticare apertamente l’intervento statunitense nel conflitto in Vietnam (1955-1975). 
Il manifesto presenta un accostamento di forti cromatismi, si può osservare in questo il sapiente uso di pochissimi colori, principalmente blu, verde e rosso. 
Il protagonista dell’opera è uno Zio Sam (leggendario personaggio patriottico americano) dai tratti grotteschi, con la bocca spalancata in un grido di rabbia. All’interno di questa è ritratta la scena di un bombardamento sulle case dei civili vietnamiti.
È lampante il sagace paragone che Chwast compie tra l’alito cattivo e la morte di innocenti perpetrata dagli stessi americani. 
Un altro poster significativo per l’impegno dell’artista contro la guerra in Vietnam è quello intitolato War is a good business, invest your son, che ironizza invitando i genitori a mandare i propri figli in guerra, in aperta critica alla leva obbligatoria. 
Dal punto di vista grafico, Chwast riprende l’estetica tipica del periodo vittoriano, utilizzando caratteri diversi per sottolineare ogni parola dello slogan, e incorporando all’interno della gabbia tipografica figure di soldati o di figure a sfondo satirico.
Entrambi i manifesti risalgono al 1968.
In senso antibellico più generale invece, uno dei poster più famosi di Chwast è No Go, di ispirazione chiaramente pacifista, pubblicato per la conferenza "Appeal for Peace", tenutasi a L'Aia nel 1998.
All’interno della composizione primeggia lo slogan, le due parole sono colorate con colori caldi, rosso e arancio su sfondo nero. Sulle “O” di entrambe campeggia una figura nella stessa posizione; su No la figura consiste in un aereo da guerra, che viene traslato come una colomba sulla seconda parola.
Questo fortunato accostamento di immagini ha lo scopo di distinguere in modo netto la dicotomia guerra/pace. Non a caso il simbolo della prima siede sopra la parola «No».
Risulta quindi piuttosto chiaro come l’impegno sociale per la pace ha sempre costituito un punto cardine all’interno dell’opera di Seymour Chwast. Infatti, sia nelle opere con aspirazioni più artistiche sia in quelle più pubblicitarie, l’artista ha saputo inserire opportunamente elementi di denuncia sociale e politica, pur mantenendo l’attitudine sagace e satirica nei metodi di comunicazione. 
Sapendo comunque spaziare da un punto di vista grafico, lo stile di Chwast risente direttamente di questa sua partecipazione sociale,  in quanto è volutamente grottesco o geometricamente preciso a seconda del messaggio che vuole trasmettere.

### Opere in italiano
- La divina commedia di Dante (Dante's Divine Comedy, 2010), Quodlibet, 2019, EAN 978-88-229-0229-0
- Odissea (The Odyssey, 2012), Quodlibet, 2022, EAN 9788822906526